# Schweizer Parlamentswahlen 1917/Resultate Nationalratswahlen

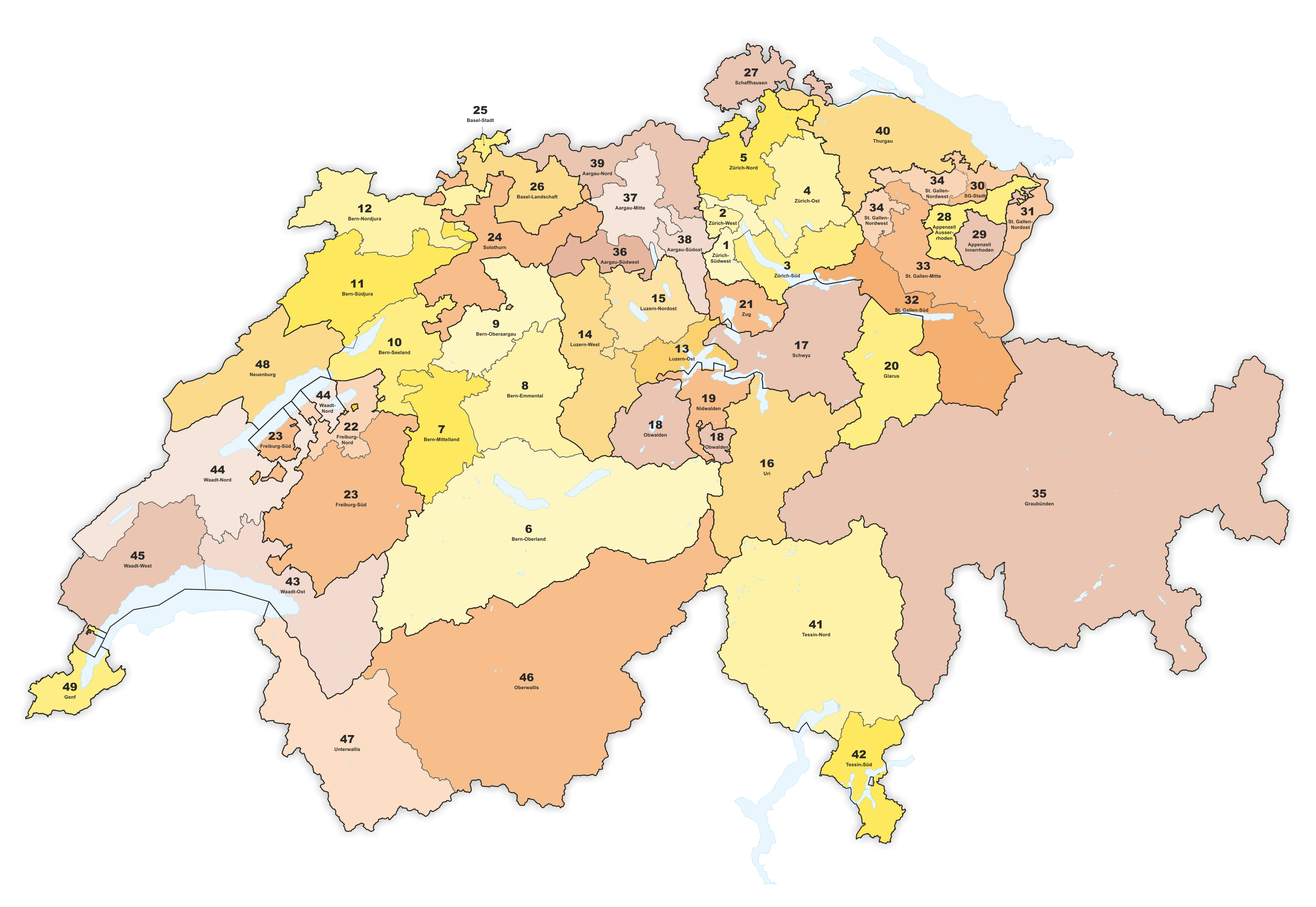
Nationalratswahlkreise von 1911 bis 1919

Die Nationalratswahlen der 24. Legislaturperiode fanden am 28. Oktober 1917 statt. Neu zu besetzen waren 189 Sitze im schweizerischen Nationalrat. Auf dieser Seite findet sich eine Übersicht über die detaillierten Resultate in den Kantonen.

## Erklärungen
Zum letzten Mal vor der Einführung des heute üblichen Proporzwahlrechts im Jahr 1919 gelangte das Majorzwahlrecht zur Anwendung. Das Land war zu diesem Zweck in 49 unterschiedlich grosse Nationalratswahlkreise unterteilt, in denen ein bis acht Sitze zu vergeben waren. Angewendet wurde die so genannte romanische Mehrheitswahl, bei der ein Kandidat die absolute Mehrheit der abgegebenen Stimmen benötigte, um gewählt zu werden. Jeder Wähler hatte so viele Stimmen, wie Sitze zu vergeben waren.
- Wahlkreis: Die Wahlkreise waren fortlaufend nummeriert, geordnet nach der Reihenfolge der Kantone in der schweizerischen Bundesverfassung. Aufgrund der wechselnden Anzahl Wahlkreise im Laufe der Jahre erhielten manche mehrmals eine neue Nummer. Deshalb besitzen die weiterführenden Artikel ein Lemma mit einer inoffiziellen geographischen Bezeichnung.
- Gewählte Kandidaten sind fett markiert, nicht gewählte Kandidaten sind kursiv markiert

## Parteien
- FDP = Freisinnig-Demokratische Partei
- LPS = Liberale Partei der Schweiz
- KVP = Konservative Volkspartei
- ER = Evangelische Rechte (evangelische/reformierte Konservative)
- DL = Demokratische Linke (sozialpolitische Gruppe, Demokratische Partei)
- SP = Sozialdemokratische Partei
- Gr = Grütliverein
- DVV = Demokratisch-volkswirtschaftliche Vereinigung
- BB = Bauern und Bürger (Vorgänger der Bauern-, Gewerbe- und Bürgerpartei)
- JR = Jeunes radicaux (Jungfreisinnige)
- PSG = Parti socialiste genevois (Genfer sozialistische Partei)

## Ergebnisse der Nationalratswahlen

### Kanton Aargau (12 Sitze)
| Wahlkreis | Sitze | Datum            | Wahlbe- rechtigte | Anzahl Wählende | Wahlbe- teiligung | Gewählte und Nichtgewählte                                                           | Partei         | Stimmen                       | Anteil                             |
| --------- | ----- | ---------------- | ----------------- | --------------- | ----------------- | ------------------------------------------------------------------------------------ | -------------- | ----------------------------- | ---------------------------------- |
| Nr. 36    | 3     | 28. Oktober 1917 | 12 180            | 9 838           | 80,8 %            | Otto Hunziker Johann Rudolf Suter Alwin Weber Otto Suter                             | FDP FDP SP     | 6 227 6 138 6 054 2 680       | 72,5 % 71,5 % 70,5 % 31,2 %        |
| Nr. 37    | 4     | 28. Oktober 1917 | 18 160            | 14 751          | 81,3 %            | Hans Siegrist Heinrich Eugen Abt Emil Keller Arthur Widmer Arthur Schmid sr.         | FDP FDP SP     | 9 520 9 329 9 211 8 054 4 621 | 75,1 % 73,6 % 72,7 % 63,5 % 36,4 % |
| Nr. 38    | 1     | 28. Oktober 1917 | 6 967             | 4 918           | 70,6 %            | Jakob Nietlispach                                                                    | KVP            | 3 137                         | 84,9 %                             |
| Nr. 39    | 4     | 28. Oktober 1917 | 18 791            | 14 916          | 79,4 %            | Alfred Wyrsch Franz Xaver Eggspühler Gustav Adolf Ursprung Joseph Jäger Hermann Müri | KVP KVP FDP SP | 9 882 9 816 9 742 9 671 3 613 | 77,8 % 77,3 % 76,7 % 76,1 % 28,4 % |

### Kanton Appenzell Ausserrhoden (3 Sitze)
| Wahlkreis | Sitze | Datum            | Wahlbe- rechtigte | Anzahl Wählende | Wahlbe- teiligung | Gewählte und Nichtgewählte                      | Partei     | Stimmen           | Anteil               |
| --------- | ----- | ---------------- | ----------------- | --------------- | ----------------- | ----------------------------------------------- | ---------- | ----------------- | -------------------- |
| Nr. 28    | 3     | 28. Oktober 1917 | 13 625            | 8 791           | 64,6 %            | Howard Eugster Arthur Eugster Johannes Eisenhut | SP FDP FDP | 6 636 6 619 6 438 | 92,9 % 92,6 % 90,1 % |

### Kanton Appenzell Innerrhoden (1 Sitz)
| Wahlkreis | Sitze | Datum            | Wahlbe- rechtigte | Anzahl Wählende | Wahlbe- teiligung | Gewählte und Nichtgewählte | Partei | Stimmen | Anteil |
| --------- | ----- | ---------------- | ----------------- | --------------- | ----------------- | -------------------------- | ------ | ------- | ------ |
| Nr. 29    | 1     | 28. Oktober 1917 | 2 912             | 2 107           | 72,4 %            | Adolf Steuble              | KVP    | 1 526   | 82,3 % |

### Kanton Basel-Landschaft (4 Sitze)
| Wahlkreis | Sitze | Datum                           | Wahlbe- rechtigte | Anzahl Wählende | Wahlbe- teiligung | Gewählte und Nichtgewählte                                                                          | Partei               | Stimmen                             | Anteil                                    |
| --------- | ----- | ------------------------------- | ----------------- | --------------- | ----------------- | --------------------------------------------------------------------------------------------------- | -------------------- | ----------------------------------- | ----------------------------------------- |
| Nr. 26    | 4     | 28. Oktober 1917                | 17 708            | 8 441           | 47,7 %            | Heinrich Strub Gustav Adolf Seiler Hermann Straumann Albert Grieder Karl Adolf Brodtbeck Hans Grogg | unabh. DVV FDP SP Gr | 5 518 5 181 5 164 3 757 3 004 2 259 | 66,1 % 62,0 % 61,8 % 45,0 % 36,0 % 27,0 % |
| Nr. 26    | 4     | 11. November 1917 (2. Wahlgang) | 17 520            | 8 576           | 49,0 %            | Albert Grieder Karl Adolf Brodtbeck Hans Grogg                                                      | FDP SP Gr            | 3 733 3 189 1 492                   | 43,5 % 37,2 % 17,4 %                      |

### Kanton Basel-Stadt (7 Sitze)
| Wahlkreis | Sitze | Datum                           | Wahlbe- rechtigte | Anzahl Wählende | Wahlbe- teiligung | Gewählte und Nichtgewählte | Partei                                | Stimmen                                                                                           | Anteil                                                                                            |
| --------- | ----- | ------------------------------- | ----------------- | --------------- | ----------------- | --- | ------------------------------------- | ------------------------------------------------------------------------------------------------- | ------------------------------------------------------------------------------------------------- |
| Nr. 25    | 7     | 28. Oktober 1917                | 28 256            | 21 518          | 76,2 %            | Christian Rothenberger Paul Speiser Rudolf Gelpke Karl-Oskar Schär Johannes Frei Emil Göttisheim Wilhelm Vischer Fritz Hauser Ernst Feigenwinter Franz Welti August Huggler Friedrich Schneider Mauriz Dubak Gustav Fautin | FDP LPS BB DL SP FDP LPS SP KVP SP SP | 11 397 11 301 11 259 11 003 10 747 10 664 10 370 10 285 10 217 10 168 09 964 09 380 08 839 08 693 | 53,1 % 52,6 % 52,4 % 51,2 % 50,0 % 49,7 % 48,3 % 47,9 % 47,6 % 47,4 % 46,4 % 43,7 % 41,2 % 40,5 % |
| Nr. 25    | 7     | 11. November 1917 (2. Wahlgang) | 28 259            | 19 130          | 67,7 %            | Emil Göttisheim Ernst Feigenwinter Fritz Hauser Friedrich Schneider | FDP KVP SP SP                         | 09 903 09 710 09 300 08 365                                                                       | 51,9 % 50,9 % 48,7 % 43,8 %                                                                       |

### Kanton Bern (32 Sitze)
| Wahlkreis | Sitze | Datum                           | Wahlbe- rechtigte | Anzahl Wählende | Wahlbe- teiligung | Gewählte und Nichtgewählte | Partei                           | Stimmen                                                                                           | Anteil                                                                                            |
| --------- | ----- | ------------------------------- | ----------------- | --------------- | ----------------- | --- | -------------------------------- | ------------------------------------------------------------------------------------------------- | ------------------------------------------------------------------------------------------------- |
| Nr. 6     | 6     | 28. Oktober 1917                | 28 175            | 16 175          | 57,4 %            | Robert Stucki Emil Lohner Arnold Gottlieb Bühler Hermann Schüpbach Johann Jakob Rebmann Johann Friedrich Michel Fritz Thomet Grandjean                                                              | FDP FDP SP Gr                    | 10 899 10 539 10 522 10 315 10 121 09 751 05 028 02 082                                           | 67,4 % 65,1 % 65,0 % 63,8 % 62,6 % 60,3 % 31,1 % 12,9 %                                           |
| Nr. 7     | 7     | 28. Oktober 1917                | 40 897            | 30 158          | 73,8 %            | Gustav Müller Emil Düby Oskar Schneeberger Felix Koch Ernst Otto Graf Fritz Burren Samuel Scherz Johann Hirter Johann Jenny Gustav König Friedrich Volmar Jakob Liechti Ernst Reinhard Robert Grimm | SP SP FDP ER SP FDP ER FDP SP SP | 16 103 15 794 15 216 15 151 14 938 14 813 14 678 14 590 14 485 14 454 14 352 13 913 13 810 13 320 | 53,4 % 52,4 % 50,4 % 50,2 % 49,5 % 49,1 % 48,7 % 48,4 % 48,0 % 47,9 % 47,6 % 46,1 % 45,8 % 44,2 % |
| Nr. 7     | 7     | 18. November 1917 (2. Wahlgang) | 41 292            | 31 209          | 75,6 %            | Fritz Burren Johann Jenny Johann Hirter Samuel Scherz Jakob Liechti Ernst Reinhard | ER FDP SP SP                     | 16 706 16 375 16 349 14 757 14 063 14 002                                                         | 53,5 % 52,5 % 52,4 % 47,3 % 45,0 % 44,9 %                                                         |
| Nr. 8     | 4     | 28. Oktober 1917                | 20 002            | 8 250           | 41,2 %            | Johann Jakob Schär Fritz Bühlmann Friedrich Minder Carl Moser Oskar Läuffer | FDP FDP SP                       | 6 334 6 298 6 200 5 866 1 899                                                                     | 76,8 % 76,3 % 75,1 % 71,1 % 23,0 %                                                                |
| Nr. 9     | 4     | 28. Oktober 1917                | 21 641            | 13 222          | 61,1 %            | August Rikli Friedrich Buri Michael Hofer Hermann Brand R. Krenger Eugen Münch Paul Stähli Konrad Kindlimann Johann Bösiger Emil Dietrich                                                           | Gr FDP SP FDP ER unab.           | 08 240 07 680 07 664 04 467 04 362 04 330 04 309 03 450 03 435 01 634                             | 62,3 % 58,1 % 58,0 % 33,8 % 33,0 % 32,7 % 32,6 % 26,1 % 26,0 % 12,3 %                             |
| Nr. 9     | 4     | 11. November 1917 (2. Wahlgang) | 21 786            | 13 062          | 60,0 %            | Hermann Brand Konrad Kindlimann Johann Bösiger | SP FDP ER                        | 05 059 04 184 03 730                                                                              | 38,7 % 32,0 % 28,5 %                                                                              |
| Nr. 10    | 5     | 28. Oktober 1917                | 23 723            | 14 845          | 62,6 %            | Alfred Moll Karl Scheurer Jakob Freiburghaus Eduard Will Paul Balmer Henri Perret Ernst Jakob Ernst Bütikofer Eugen Münch Arnold Knellwolf                                                          | FDP FDP SP Gr                    | 07 695 07 491 07 463 07 366 06 655 06 564 06 554 06 498 06 397 05 018                             | 51,8 % 50,5 % 50,3 % 49,6 % 44,8 % 44,2 % 44,1 % 43,8 % 43,1 % 33,8 %                             |
| Nr. 10    | 5     | 11. November 1917 (2. Wahlgang) | 24 009            | 15 980          | 66,6 %            | Eduard Will Arnold Knellwolf Paul Balmer Henri Perret | FDP Gr SP SP                     | 08 402 08 393 07 381 07 135                                                                       | 52,6 % 52,5 % 46,2 % 44,6 %                                                                       |
| Nr. 11    | 3     | 28. Oktober 1917                | 15 063            | 9 293           | 61,7 %            | Émile Ryser Achille Grospierre Xavier Jobin Albert Locher Paul Jacot Georges Russbach Jean Möckli Robert Jeanneret                                                                                  | SP SP KVP FDP JR JR              | 05 904 05 460 05 302 02 453 02 283 02 143 01 424 01 104                                           | 63,5 % 58,7 % 57,0 % 26,4 % 24,5 % 23,1 % 15,3 % 11,9 %                                           |
| Nr. 12    | 3     | 28. Oktober 1917                | 12 514            | 7 729           | 61,8 %            | Joseph Choquard Ernest Daucourt Maurice Goetschel Georges Heymann Henri Simonin | KVP KVP FDP SP FDP               | 04 454 04 151 02 525 02 424 00 513                                                                | 57,6 % 53,7 % 32,7 % 31,4 % 06,6 %                                                                |
| Nr. 12    | 3     | 18. November 1917 (2. Wahlgang) | 12 550            | 7 550           | 60,2 %            | Maurice Goetschel Georges Heymann | FDP SP                           | 04 122 03 365                                                                                     | 54,6 % 44,6 %                                                                                     |

### Kanton Freiburg (7 Sitze)
| Wahlkreis | Sitze | Datum            | Wahlbe- rechtigte | Anzahl Wählende | Wahlbe- teiligung | Gewählte und Nichtgewählte                                                        | Partei      | Stimmen                       | Anteil                             |
| --------- | ----- | ---------------- | ----------------- | --------------- | ----------------- | --------------------------------------------------------------------------------- | ----------- | ----------------------------- | ---------------------------------- |
| Nr. 22    | 2     | 28. Oktober 1917 | 10 655            | 3 420           | 32,1 %            | Eugène Descheneaux Hermann Liechti                                                | KVP FDP     | 3 032 2 979                   | 92,2 % 90,6 %                      |
| Nr. 23    | 5     | 28. Oktober 1917 | 21 792            | 7 116           | 32,7 %            | Jean-Marie Musy Franz Boschung Charles de Wuilleret Eugène Grand A.-F.-L. Cailler | KVP KVP FDP | 6 720 6 681 6 633 6 616 6 595 | 95,5 % 95,0 % 94,3 % 94,1 % 93,8 % |

### Kanton Genf (8 Sitze)
| Wahlkreis | Sitze | Datum                           | Wahlbe- rechtigte | Anzahl Wählende | Wahlbe- teiligung | Gewählte und Nichtgewählte | Partei                                      | Stimmen                                                                                 | Anteil                                                                                                   |
| --------- | ----- | ------------------------------- | ----------------- | --------------- | ----------------- | --- | ------------------------------------------- | --------------------------------------------------------------------------------------- | --- |
| Nr. 49    | 8     | 28. Oktober 1917                | 36 393            | 19 044          | 52,4 %            | Henri Fazy Firmin Ody Marc Peter Horace Micheli Albert-Édouard Maunoir John Rochaix Louis Willemin Jean Sigg Paul Pictet Frédéric de Rabours Émile Nicolet Fritz Châtelain Hubacher Pillonel Inglin | FDP KVP FDP LPS FDP JR SP LPS SP JR PSG PSG | 15 492 14 738 14 198 13 761 13 422 10 398 09 453 09 383 07 596 07 483 05 473 02 644 ? ? | 81,1 % 77,8 % 74,9 % 72,6 % 70,9 % 54,9 % 49,9 % 49,5 % 40,1 % 39,5 % 28,9 % 13,9 % < 10 % < 10 % < 10 % |
| Nr. 49    | 8     | 11. November 1917 (2. Wahlgang) | 36 445            | 18 314          | 50,3 %            | Jean Sigg Frédéric de Rabours Louis Willemin Fritz Châtelain | SP LPS JR JR                                | 11 398 08 939 08 888 02 731                                                             | 62,8 % 49,2 % 48,9 % 15,0 %                                                                              |

### Kanton Glarus (2 Sitze)
| Wahlkreis | Anzahl Sitze | Datum            | Wahlbe- rechtigte | Anzahl Wählende | Wahlbe- teiligung | Gewählte und Nichtgewählte   | Partei | Stimmen     | Anteil        |
| --------- | ------------ | ---------------- | ----------------- | --------------- | ----------------- | ---------------------------- | ------ | ----------- | ------------- |
| Nr. 20    | 2            | 28. Oktober 1917 | 8 237             | 4 642           | 56,4 %            | Eduard Blumer Heinrich Jenny | DL FDP | 3 857 3 718 | 95,2 % 91,8 % |

### Kanton Graubünden (6 Sitze)
| Wahlkreis | Sitze | Datum            | Wahlbe- rechtigte | Anzahl Wählende | Wahlbe- teiligung | Gewählte und Nichtgewählte                                                                                               | Partei         | Stimmen                                          | Anteil                                           |
| --------- | ----- | ---------------- | ----------------- | --------------- | ----------------- | --- | -------------- | ------------------------------------------------ | ------------------------------------------------ |
| Nr. 35    | 6     | 28. Oktober 1917 | 27 433            | 16 070          | 58,6 %            | Alois Steinhauser Johann Schmid Eduard Walser Johann Anton Caflisch Paul Raschein sr. Andrea Vital Christian Albert Hitz | KVP KVP FDP SP | 11 142 11 035 10 989 10 816 10 799 10 727 03 887 | 73,5 % 72,8 % 72,5 % 71,4 % 71,3 % 70,8 % 25,6 % |

### Kanton Luzern (8 Sitze)
| Wahlkreis | Sitze | Datum                           | Wahlbe- rechtigte | Anzahl Wählende | Wahlbe- teiligung | Gewählte und Nichtgewählte                                                    | Partei             | Stimmen                       | Anteil                             |
| --------- | ----- | ------------------------------- | ----------------- | --------------- | ----------------- | ----------------------------------------------------------------------------- | ------------------ | ----------------------------- | ---------------------------------- |
| Nr. 13    | 3     | 28. Oktober 1917                | 16 478            | 10 058          | 61,1 %            | Gustav Schaller Peter Knüsel Josef Steiner Ludwig Friedrich Meyer Otto Sidler | FDP FDP SP FDP FDP | 5 379 5 196 4 587 2 925 1 942 | 56,0 % 54,0 % 47,7 % 30,4 % 20,2 % |
| Nr. 13    | 3     | 11. November 1917 (2. Wahlgang) | 16 469            | 10 629          | 64,4 %            | Ferdinand Steiner Josef Steiner                                               | FDP SP             | 5 623 4 980                   | 54,0 % 47,8 %                      |
| Nr. 14    | 2     | 28. Oktober 1917                | 11 632            | 3 291           | 28,3 %            | Eduard Häfliger Josef Anton Balmer                                            | KVP KVP            | 3 187 3 076                   | 100,2 % 96,7 %                     |
| Nr. 15    | 3     | 28. Oktober 1917                | 13 799            | 3 339           | 24,2 %            | Heinrich Walther Dominik Fellmann Franz Moser-Schär                           | KVP KVP KVP        | 3 127 3 058 2 979             | 98,5 % 96,3 % 93,8 %               |

### Kanton Neuenburg (7 Sitze)
| Wahlkreis | Sitze | Datum                          | Wahlbe- rechtigte | Anzahl Wählende | Wahlbe- teiligung | Gewählte und Nichtgewählte | Partei                          | Stimmen                                                               | Anteil                                                                |
| --------- | ----- | ------------------------------ | ----------------- | --------------- | ----------------- | --- | ------------------------------- | --------------------------------------------------------------------- | --------------------------------------------------------------------- |
| Nr. 48    | 7     | 28. Oktober 1917               | 34 086            | 21 200          | 62,2 %            | Charles Naine Eugène Bonhôte Ernest-Paul Graber Edmond Breguet Paul-Ernest Mosimann Marcel Grandjean Auguste Leuba Adolphe Ischer Jules-Albert Piguet Henri Calame | SP LPS SP FDP SP FDP SP FDP FDP | 10 761 10 565 10 465 10 290 10 278 10 236 10 216 10 183 10 108 10 095 | 51,2 % 50,3 % 49,8 % 48,9 % 48,9 % 48,7 % 48,6 % 48,4 % 48,1 % 48,0 % |
| Nr. 48    | 7     | 8. November 1914 (2. Wahlgang) | 34 828            | 24 995          | 71,8 %            | Paul-Ernest Mosimann Auguste Leuba Otto de Dardel Henri Calame Ernest-Paul Graber Edmond Breguet Marcel Grandjean Adolphe Ischer Jules-Albert Piguet               | FDP FDP LPS FDP SP FDP          | 12 787 12 686 12 607 12 445 11 738 11 714 11 670 11 558 10 108        | 51,4 % 50,9 % 50,6 % 49,9 % 47,1 % 47,0 % 46,9 % 46,4 % 40,6 %        |

### Kanton Nidwalden (1 Sitz)
| Wahlkreis | Sitze | Datum            | Wahlbe- rechtigte | Anzahl Wählende | Wahlbe- teiligung | Gewählte und Nichtgewählte | Partei | Stimmen | Anteil |
| --------- | ----- | ---------------- | ----------------- | --------------- | ----------------- | -------------------------- | ------ | ------- | ------ |
| Nr. 19    | 1     | 28. Oktober 1917 | 3 304             | 871             | 26,4 %            | Hans von Matt jr.          | KVP    | 801     | 93,9 % |

### Kanton Obwalden (1 Sitz)
| Wahlkreis | Anzahl Sitze | Datum            | Wahlbe- rechtigte | Anzahl Wählende | Wahlbe- teiligung | Gewählte und Nichtgewählte | Partei | Stimmen | Anteil |
| --------- | ------------ | ---------------- | ----------------- | --------------- | ----------------- | -------------------------- | ------ | ------- | ------ |
| Nr. 18    | 1            | 28. Oktober 1917 | 4 284             | 1 002           | 23,4 %            | Peter Anton Ming           | KVP    | 912     | 95,8 % |

### Kanton Schaffhausen (2 Sitze)
| Wahlkreis | Sitze | Datum                           | Wahlbe- rechtigte | Anzahl Wählende | Wahlbe- teiligung | Gewählte und Nichtgewählte                              | Partei        | Stimmen                 | Anteil                      |
| --------- | ----- | ------------------------------- | ----------------- | --------------- | ----------------- | ------------------------------------------------------- | ------------- | ----------------------- | --------------------------- |
| Nr. 27    | 2     | 28. Oktober 1917                | 12 660            | 10 991          | 86,8 %            | Carl Spahn Robert Grieshaber Eduard Haug Heinrich Weber | FDP FDP SP SP | 5 018 4 567 4 270 3 875 | 53,9 % 49,0 % 45,8 % 41,6 % |
| Nr. 27    | 2     | 11. November 1917 (2. Wahlgang) | 12 647            | 10 404          | 82,3 %            | Robert Grieshaber Eduard Haug                           | FDP SP        | 5 180 4 889             | 46,3 % 43,7 %               |

### Kanton Schwyz (3 Sitze)
| Wahlkreis | Sitze | Datum            | Wahlbe- rechtigte | Anzahl Wählende | Wahlbe- teiligung | Gewählte und Nichtgewählte                                                             | Partei         | Stimmen                 | Anteil                      |
| --------- | ----- | ---------------- | ----------------- | --------------- | ----------------- | -------------------------------------------------------------------------------------- | -------------- | ----------------------- | --------------------------- |
| Nr. 17    | 3     | 28. Oktober 1917 | 14 475            | 8 594           | 59,4 %            | Anton von Hettlingen Martin Steinegger Josef Anton Ferdinand Büeler Johann Wattenhofer | KVP FDP KVP SP | 6 113 5 993 5 928 2 438 | 73,4 % 71,2 % 71,2 % 29,3 % |

### Kanton Solothurn (6 Sitze)
| Wahlkreis | Sitze | Datum            | Wahlbe- rechtigte | Anzahl Wählende | Wahlbe- teiligung | Gewählte und Nichtgewählte                                                                    | Partei                | Stimmen                                   | Anteil                                    |
| --------- | ----- | ---------------- | ----------------- | --------------- | ----------------- | --------------------------------------------------------------------------------------------- | --------------------- | ----------------------------------------- | ----------------------------------------- |
| Nr. 24    | 6     | 28. Oktober 1917 | 31 723            | 14 135          | 44,6 %            | Hans Affolter Siegfried Hartmann Hermann Obrecht August Kurer Friedrich Stuber Jacques Schmid | SP KVP FDP KVP FDP SP | 12 146 11 472 11 035 10 666 10 155 09 907 | 87,9 % 83,0 % 79,8 % 77,2 % 73,5 % 71,7 % |

### Kanton St. Gallen (15 Sitze)
| Wahlkreis | Sitze | Datum            | Wahlbe- rechtigte | Anzahl Wählende | Wahlbe- teiligung | Gewählte und Nichtgewählte                                                                 | Partei        | Stimmen                       | Anteil                             |
| --------- | ----- | ---------------- | ----------------- | --------------- | ----------------- | ------------------------------------------------------------------------------------------ | ------------- | ----------------------------- | ---------------------------------- |
| Nr. 30    | 4     | 28. Oktober 1917 | 14 349            | 10 901          | 76,0 %            | J. A. Scherrer-Füllemann Karl Emil Wild Eduard Scherrer Albert Mächler Valentin Keel       | DL FDP SP     | 6 917 6 378 6 353 6 309 3 410 | 68,7 % 63,4 % 63,1 % 62,7 % 33,9 % |
| Nr. 31    | 4     | 28. Oktober 1917 | 14 103            | 11 859          | 84,1 %            | Heinrich Otto Weber Carl Zurburg Johann Baptist Eisenring Ernst Schmidheiny Johannes Huber | DL KVP FDP SP | 8 988 8 869 8 852 8 327 2 316 | 80,9 % 79,9 % 79,7 % 75,0 % 20,8 % |
| Nr. 32    | 3     | 28. Oktober 1917 | 16 990            | 12 694          | 74,7 %            | Gallus Schwendener Ernst Wagner Robert Forrer Theophil Koch                                | FDP FDP SP    | 8 503 8 451 8 411 3 096       | 73,5 % 73,0 % 72,7 % 26,7 %        |
| Nr. 33    | 2     | 28. Oktober 1917 | 10 610            | 7 976           | 75,2 %            | Emil Grünenfelder Johann Baptist Schubiger Wilhelm Bürgler                                 | KVP KVP SP    | 5 225 5 216 1 894             | 72,3 % 72,2 % 26,2 %               |
| Nr. 34    | 2     | 28. Oktober 1917 | 9 524             | 7 258           | 76,2 %            | Othmar Staub Thomas Holenstein sr.                                                         | KVP KVP       | 5 230 5 113                   | 91,8 % 89,7 %                      |

### Kanton Tessin (8 Sitze)
| Wahlkreis | Sitze | Datum                           | Wahlbe- rechtigte | Anzahl Wählende | Wahlbe- teiligung | Gewählte und Nichtgewählte | Partei                | Stimmen                                         | Anteil                                                  |
| --------- | ----- | ------------------------------- | ----------------- | --------------- | ----------------- | --- | --------------------- | ----------------------------------------------- | ------------------------------------------------------- |
| Nr. 41    | 4     | 28. Oktober 1917                | 19 367            | 7 330           | 37,8 %            | Emilio Bossi Achille Borella Francesco Vassalli Antonio Luigi Riva Guglielmo Canevascini Edoardo Zeli Nino Borella Enrico Ortelli        | FDP FDP KVP SP SP     | 3 639 3 324 3 161 2 572 1 102 0 864 0 831 0 792 | 51,3 % 46,8 % 44,6 % 36,3 % 15,5 % 12,2 % 11,7 % 11,2 % |
| Nr. 41    | 4     | 11. November 1917 (2. Wahlgang) | 19 588            | 7 047           | 36,0 %            | Achille Borella Francesco Vassalli Antonio Luigi Riva                                                                                    | FDP FDP KVP           | 3 904 3 821 3 097                               | 55,4 % 54,2 % 43,9 %                                    |
| Nr. 42    | 4     | 28. Oktober 1917                | 21 264            | 6 665           | 31,3 %            | Giuseppe Cattori Brenno Bertoni Alfonso Chicherio Evaristo Garbani-Nerini Guglielmo Canevascini Edoardo Zeli Nino Borella Enrico Ortelli | KVP FDP KVP FDP SP SP | 2 911 2 823 2 782 2 766 0 857 0 814 0 664 0 607 | 44,6 % 43,3 % 42,6 % 42,4 % 13,1 % 12,5 % 10,2 % 09,3 % |
| Nr. 42    | 4     | 11. November 1917 (2. Wahlgang) | 21 296            | 6 952           | 32,6 %            | Giuseppe Cattori Brenno Bertoni Evaristo Garbani-Nerini Alfonso Chicherio                                                                | KVP FDP FDP KVP       | 3 510 3 502 3 445 3 332                         | 50,5 % 50,4 % 49,5 % 47,9 %                             |

### Kanton Thurgau (7 Sitze)
| Wahlkreis | Sitze | Datum            | Wahlbe- rechtigte | Anzahl Wählende | Wahlbe- teiligung | Gewählte und Nichtgewählte | Partei                      | Stimmen                                                                                           | Anteil                                                                                            |
| --------- | ----- | ---------------- | ----------------- | --------------- | ----------------- | --- | --------------------------- | ------------------------------------------------------------------------------------------------- | ------------------------------------------------------------------------------------------------- |
| Nr. 40    | 7     | 28. Oktober 1917 | 31 194            | 24 451          | 78,3 %            | Emil Hofmann Oskar Ullmann Heinrich Häberlin Alfons von Streng Jakob Zingg Carl Eigenmann Jakob Müller Otto Höppli Jacques Sigrist August Sauter Paul Henauer Hermann Gimmi Albert Wartmann Ernst Frei | DL FDP KVP FDP BB FDP SP SP | 15 998 15 740 15 673 15 459 15 449 15 444 15 255 05 193 04 531 04 445 04 212 04 206 04 178 04 073 | 76,6 % 75,4 % 75,1 % 74,0 % 74,0 % 74,0 % 73,1 % 24,9 % 21,7 % 21,3 % 20,2 % 20,1 % 20,0 % 19,5 % |

### Kanton Uri (1 Sitz)
| Wahlkreis | Sitze | Datum            | Wahlbe- rechtigte | Anzahl Wählende | Wahlbe- teiligung | Gewählte und Nichtgewählte | Partei | Stimmen | Anteil |
| --------- | ----- | ---------------- | ----------------- | --------------- | ----------------- | -------------------------- | ------ | ------- | ------ |
| Nr. 16    | 1     | 28. Oktober 1917 | 5 208             | 1 580           | 30,4 %            | Martin Gamma               | FDP    | 1 361   | 96,9 % |

### Kanton Waadt (16 Sitze)
| Wahlkreis | Sitze | Datum            | Wahlbe- rechtigte | Anzahl Wählende | Wahlbe- teiligung | Gewählte und Nichtgewählte | Partei                       | Stimmen | Anteil |
| --------- | ----- | ---------------- | ----------------- | --------------- | ----------------- | --- | ---------------------------- | --- | --- |
| Nr. 43    | 8     | 28. Oktober 1917 | 36 337            | 18 058          | 49,6 %            | Paul Maillefer Alois de Meuron Robert Cossy Émile Gaudard Max de Cérenville Henri Chenaux Henri Bersier Gustave Bettex Charles Naine Paul Golay Henri Viret Fritz Ribi Maurice Zehnder Louis Pelet Paul Decker Henry Tenthorey | FDP LPS FDP LPS FDP SP JR JR | 11 521 11 463 11 228 11 110 11 106 10 592 10 470 10 446 04 589 04 421 04 261 04 217 03 693 01 816 01 737 01 547 | 66,2 % 65,9 % 64,5 % 63,8 % 63,8 % 60,9 % 60,2 % 60,0 % 26,4 % 25,4 % 24,5 % 24,2 % 21,2 % 10,4 % 10,0 % 08,9 % |
| Nr. 44    | 5     | 28. Oktober 1917 | 24 330            | 11 384          | 46,8 %            | Armand Piguet Ernest Chuard Henri Grobet Louis Reymond Fritz Bosset Paul Golay Georges Junod | LPS FDP SP SP                | 09 288 09 287 09 216 09 193 08 999 01 720 01 676                                                                | 83,7 % 83,7 % 83,1 % 82,9 % 81,1 % 15,5 % 15,1 %                                                                |
| Nr. 45    | 3     | 28. Oktober 1917 | 14 974            | 5 889           | 39,4 %            | John-Henri Mermoud Alfred Jaton Jean Yersin Samuel Poyet | FDP FDP LPS SP               | 04 899 04 879 04 702 00 860                                                                                     | 84,8 % 84,5 % 81,4 % 14,9 %                                                                                     |

### Kanton Wallis (6 Sitze)
| Wahlkreis | Sitze | Datum            | Wahlbe- rechtigte | Anzahl Wählende | Wahlbe- teiligung | Gewählte und Nichtgewählte                                                                                    | Partei      | Stimmen                                   | Anteil                                    |
| --------- | ----- | ---------------- | ----------------- | --------------- | ----------------- | --- | ----------- | ----------------------------------------- | ----------------------------------------- |
| Nr. 46    | 4     | 28. Oktober 1917 | 19 761            | 11 195          | 56,7 %            | Joseph Kuntschen sr. Alexander Seiler Raymond Evéquoz Victor Petrig Joseph de Chastonay Joseph von Stockalper | KVP KVP KVP | 10 392 10 099 10 045 05 868 02 809 02 045 | 93,6 % 90,9 % 90,5 % 52,8 % 25,3 % 18,4 % |
| Nr. 47    | 2     | 28. Oktober 1917 | 12 189            | 4 815           | 39,5 %            | Jules Tissières Eugène de Lavallaz Camille Desfayes                                                           | KVP FDP FDP | 04 571 03 001 01 475                      | 95,8 % 62,9 % 30,9 %                      |

### Kanton Zug (1 Sitz)
| Wahlkreis | Sitze | Datum            | Wahlbe- rechtigte | Anzahl Wählende | Wahlbe- teiligung | Gewählte und Nichtgewählte                     | Partei    | Stimmen           | Anteil               |
| --------- | ----- | ---------------- | ----------------- | --------------- | ----------------- | ---------------------------------------------- | --------- | ----------------- | -------------------- |
| Nr. 21    | 1     | 28. Oktober 1917 | 7 431             | 3 689           | 49,7 %            | Hermann Stadlin Werner Allgöwer Albrik Hegglin | FDP SP BB | 1 889 0 943 0 639 | 54,4 % 27,2 % 18,4 % |

### Kanton Zürich (25 Sitze)
| Wahlkreis | Sitze | Datum                           | Wahlbe- rechtigte | Anzahl Wählende | Wahlbe- teiligung | Gewählte und Nichtgewählte | Partei                     | Stimmen                                                                                                  | Anteil                                                                                                   |
| --------- | ----- | ------------------------------- | ----------------- | --------------- | ----------------- | --- | -------------------------- | --- | --- |
| Nr. 1     | 7     | 28. Oktober 1917                | 37 618            | 24 528          | 65,2 %            | Emil Zürcher Alfred Frey Albert Meyer Jakob Lutz Friedrich Fritschi Robert Schmid John Syz Emil Klöti August Huggler Robert Grimm Georg Forster Alfred Traber Ernst Nobs Fritz Platten                            | DL FDP DL FDP SP SP        | 13 939 13 794 13 471 13 417 13 335 13 266 13 203 08 733 08 022 07 655 07 450 07 436 07 368 07 289        | 61,4 % 60,8 % 59,4 % 59,1 % 58,8 % 58,5 % 58,2 % 38,5 % 35,4 % 33,7 % 32,8 % 32,8 % 32,5 % 32,1 %        |
| Nr. 2     | 5     | 28. Oktober 1917                | 23 908            | 15 397          | 64,4 %            | Herman Greulich August Huggler Anton Rimathé Robert Grimm Fritz Platten Gottfried Held Josef Koch Adolf Wegmann August Strebel Johannes Möschinger Robert Seidel Hans Enderli Adolf Kraft Ulrich Ribi Emil Walter | SP SP FDP DL KVP FDP Gr Gr | 09 284 08 962 08 869 08 479 07 983 03 015 02 969 02 954 02 911 02 879 02 010 01 617 01 150 01 098 01 020 | 65,0 % 62,7 % 62,1 % 59,3 % 55,8 % 21,1 % 20,8 % 20,7 % 20,4 % 20,1 % 14,0 % 11,3 % 08,0 % 07,7 % 07,1 % |
| Nr. 3     | 5     | 28. Oktober 1917                | 26 438            | 18 891          | 71,5 %            | Johann Rudolf Amsler Heinrich Hess Theodor Odinga Karl Koller Emil Rellstab Hans Conzett Robert Weber Jakob Kägi Julius Rüegg Robert Pfenninger                                                                   | LPS DL FDP FDP SP SP       | 10 720 10 184 10 107 10 025 09 680 06 843 06 569 06 408 06 377 06 339                                    | 59,6 % 59,1 % 58,7 % 58,2 % 56,2 % 39,7 % 38,1 % 37,2 % 37,0 % 36,8 %                                    |
| Nr. 3     | 5     | 25. November 1917               | 26 444            | 20 035          | 75,8 %            | Hans Conzett Diethelm Burkhard Ulrich Wachter | SP BB DL                   | 07 854 07 852 02 764                                                                                     | 39,2 % 39,2 % 13,8 %                                                                                     |
| Nr. 3     | 5     | 9. Dezember 1917                | 26 552            | 20 398          | 76,9 %            | Hans Conzett Diethelm Burkhard | SP BB                      | 10 611 08 874                                                                                            | 52,0 % 43,5 %                                                                                            |
| Nr. 4     | 5     | 28. Oktober 1917                | 28 019            | 22 653          | 80,8 %            | Hans Sträuli Carl Jakob Sulzer Carl Bertschinger Emil Hardmeier Friedrich Studer Hans Schenkel Ernst Tobler Heinrich Benz Robert Wirz Moritz Fähndrich                                                            | DL FDP FDP DL SP BB SP SP  | 12 142 11 152 10 759 10 682 10 650 10 578 10 482 09 787 09 506 08 682                                    | 56,9 % 52,3 % 50,4 % 50,1 % 50,0 % 49,6 % 49,1 % 45,9 % 44,6 % 40,7 %                                    |
| Nr. 4     | 5     | 25. November 1917 (2. Wahlgang) | 27 420            | 22 327          | 81,4 %            | Friedrich Studer Ernst Tobler | SP BB                      | 10 707 10 095                                                                                            | 47,9 % 45,2 %                                                                                            |
| Nr. 5     | 3     | 28. Oktober 1917                | 14 373            | 10 903          | 75,9 %            | David Ringger Johann Konrad Hörni Friedrich Bopp Eduard Schäubli Herman Greulich Friedrich Stocker | DL DL BB SP SP             | 06 514 06 497 06 269 02 906 02 626 02 436                                                                | 68,7 % 68,5 % 66,1 % 30,6 % 27,7 % 25,7 %                                                                |

## Ersatzwahlen bis 1919
Aufgrund von Vakanzen während der darauf folgenden 24. Legislaturperiode fanden in neun Wahlkreisen zehn Ersatzwahlen statt. In den Wahlkreisen Nr. 15 (Luzern-Nordost) und Nr. 22 (Freiburg-Nord) wurden vorgesehene Ersatzwahlen gestrichen, da die anstehenden Gesamterneuerungswahlen am 26. Oktober 1919 ohnehin erstmals im Proporzwahlverfahren stattfinden sollten.
| Wahlkreis / Kanton | Ersatz für           | Datum                           | Wahlbe- rechtigte | Anzahl Wählende | Wahlbe- teiligung | Gewählte und Nichtgewählte                              | Partei     | Stimmen              | Anteil               |
| ------------------ | -------------------- | ------------------------------- | ----------------- | --------------- | ----------------- | ------------------------------------------------------- | ---------- | -------------------- | -------------------- |
| Nr. 3 (ZH)         | Hans Conzett         | 11. November 1918               | 26 956            | 10 665          | 39,6 %            | Robert Weber Hans Wirz                                  | SP Gr      | 05 264 05 238        | 49,4 % 49,1 %        |
| Nr. 3 (ZH)         | Hans Conzett         | 15. Dezember 1918 (2. Wahlgang) | 26 910            | 18 594          | 69,1 %            | Hans Wirz Robert Weber                                  | Gr SP      | 10 626 06 389        | 57,2 % 34,4 %        |
| Nr. 7 (BE)         | Felix Koch           | 13. Oktober 1918                | 41 375            | 19 190          | 46,4 %            | Konrad Ilg Friedrich Trüssel                            | SP FDP     | 10 556 08 526        | 55,0 % 44,4 %        |
| Nr. 23 (FR)        | Charles de Wuilleret | 28. April 1918                  | 22 118            | 06 007          | 27,2 %            | Oscar Genoud Fernand Torche                             | KVP KVP    | 04 856 01 039        | 80,8 % 17,3 %        |
| Nr. 35 (GR)        | Alois Steinhauser    | 19. Januar 1919                 | 27 927            | 12 302          | 44,1 %            | Julius Dedual                                           | KVP        | 10 573               | 86,0 %               |
| Nr. 36 (AG)        | Johann Rudolf Suter  | 10. Februar 1918                | 13 092            | 9 372           | 71,6 %            | Otto Tschamper Otto Suter                               | FDP SP     | 05 663 03 348        | 60,4 % 35,7 %        |
| Nr. 36 (AG)        | Alwin Weber          | 4. Mai 1919                     | 12 071            | 10 178          | 84,3 %            | Richard Zschokke                                        | BB         | 07 203               | 70,8 %               |
| Nr. 38 (AG)        | Jakob Nietlispach    | 5. Januar 1919                  | 6 655             | 5 461           | 82,1 %            | Josef Jakob Strebel Armin Küng                          | KVP FDP    | 03 630 01 744        | 67,6 % 32,5 %        |
| Nr. 42 (TI)        | Alfonso Chicherio    | 26. Januar 1919                 | 21 239            | 2 991           | 14,1 %            | Tomaso Pagnamenta                                       | KVP        | 02 967               | 99,2 %               |
| Nr. 47 (VS)        | Jules Tissières      | 1. September 1918               | 21 239            | 2 991           | 14,1 %            | Maurice Pellissier                                      | KVP        | 03 114               | 98,1 %               |
| Nr. 49 (GE)        | Henri Fazy           | 1. Dezember 1918                | 37 281            | 12 435          | 33,4 %            | Édouard-Charles Steinmetz Adrien Lachenal Émile Nicolet | LPS FDP SP | 05 480 04 057 02 556 | 45,2 % 33,4 % 21,1 % |

## Quelle
- Erich Gruner: Die Wahlen in den Schweizerischen Nationalrat 1848–1919. Band 3. Francke Verlag, Bern 1978, ISBN 3-7720-1445-3, S. 312–323.